# Messiah
Messiah引擎是一个由网易游戏开发的游戏引擎，并作为《暗黑破坏神：永生不朽》 ，《荒野行动》等游戏的主要引擎。它已被用于由网易雷火科技有限公司，网易互娛在線等网易旗下工作室开发的游戏中。

## 延伸阅读
- 网易游戏互娱校园招聘. . GameRes游资网. 2022-05-13  [2022-12-10]. （原始内容存档于2022-08-24）.
- . GameRes游资网. 2016-07-14  [2022-12-10]. （原始内容存档于2017-12-11）.